# Henri Duméry
Henri Duméry (Ausança, Cruesa, 29 de febrer de 1920 - 6 de febrer de 2012) va ser un filòsof francès.
La seva aportació fonamental ha estat en el camp de la filosofia de la religió, que estructura mitjançant un mètode de descripció fenomenològica i d'anàlisi crítica. Duméry examina els diversos mètodes que s'han adoptat en la història del pensament per afrontar el fenomen religiós, i proposa un mètode definitiu: el mètode de discriminació. Es volen assenyalar els trets propis del sagrat, dins del marc general d'una «morfologia del sagrat». La intenció és mostrar que l'originalitat de l'experiència i la configuració del sagrat, tant en el judaisme com en el cristianisme, té el seu origen en una transformació revolucionària de les experiències i concepcions del que és sagrat còsmic i arcaic, donant lloc d'aquesta manera a una nova manera de sacralitat en què l'accent principal està posat en els esdeveniments i persones de la història.
Aquest mètode de Duméry queda reflectit en les seves obres principalsː Philosophie de la religion (1957), Phénoménologie et religion (1958), Philosophie et religion (1965) o Imagination et religion (2006).